# Rafał Sonik
Rafał Sonik, né le 3 juin 1966 à Cracovie, est un pilote polonais de rallye-raid, de motocross et de quad. Il remporte le Rallye Dakar catégorie quad en 2015 et est six fois champion du monde des rallyes-raids dans cette même catégorie en 2010, de 2013 à 2016 et en 2019. 

## Palmarès

### Résultats au Rallye Dakar
| Année | Categorie | Marque        | Position | Victoires d'etapes |
| ----- | --------- | ------------- | -------- | ------------------ |
| 2009  | Quad      | Yamaha Raptor | 3e       |                    |
| 2010  | Quad      | Yamaha Raptor | 5e       | 1                  |
| 2011  | Quad      | Yamaha Raptor | abd      |                    |
| 2012  | Quad      | Yamaha Raptor | exclu    |                    |
| 2013  | Quad      | Yamaha Raptor | 3e       |                    |
| 2014  | Quad      | Yamaha Raptor | 2e       | 1                  |
| 2015  | Quad      | Yamaha Raptor | 1er      | 2                  |
| 2016  | Quad      |               | abd      |                    |
| 2017  | Quad      | Yamaha Raptor | 4e       |                    |
| 2018  | Quad      |               | abd      |                    |

### Résultats au Championnat du monde
- Vice-Champion du monde 2012 et 2017
- Champion du monde en 2010, 2013, 2014, 2015, 2016 et 2019

### Résultats en rallye
- Vainqueur du Rallye des Pharaons en 2013 et 2014
- Vainqueur du Abu Dhabi Desert Challenge en 2014 et 2016
- Vainqueur du Sardegna Rally Race (en) en 2013, 2014, et 2015
- Vainqueur du Qatar Sealine Cross Country Rally en 2012, 2013, 2015 et 2017
- Vainqueur du rallye dos Sertões en 2011
- Vainqueur du Rallye de Tunisie en 2011
- Vainqueur du Desafío Ruta 40 en 2013
- Vainqueur du Rallye du Maroc en 2015
- Vainqueur du Rallye Atacama en 2016